# فرهنگ معاصر فارسی
فرهنگ معاصر فارسی یک فرهنگ لغت یک‌زبانهٔ فارسی به فارسی تألیف غلامحسین صدری‌افشار با همکاری نسرین حکمی و نسترن حکمی (خواهرانِ حَکَمی) است. این فرهنگ در سال ۱۳۷۷ برندهٔ جایزه کتاب سال شد.

## مشخصات
کار جمع‌آوری این فرهنگ از سال ۱۳۶۰ آغاز شد و در سال ۱۳۶۹ تحت عنوان فرهنگ زبان فارسی امروز انتشار یافت. چاپ اول آن «فرهنگ فارسی امروز» نام داشت، ولی از چاپ سوم عنوان آن به «فرهنگ معاصر فارسی» تغییر یافت. در این فرهنگ تلفظ کلمات با استفاده از حروف لاتین نوشته شده‌است. هم‌اکنون این فرهنگ را انتشارات فرهنگ معاصر در تهران به چاپ می‌رساند.
- برخی از ویژگی‌های این فرهنگ عبارت‌اند از:
- حدود ۵۰٬۰۰۰ مدخل و ترکیب فارسی، تنظیم‌شده براساس شیوه‌های نوین فرهنگ‌نگاری
- دارای واژه‌های رایج فارسی همراه با شاهد
- دارای تلفظ واژه‌ها و نشانهٔ جمعِ اسم‌ها
- دارای مقولهٔ دستوری واژه‌ها
- دارای ترکیبات اسمی و فعلی
- فرهنگی نو که ملاک تدوین آن زبان فارسی امروز است و هر واژه را ساده و روان تعریف می‌کند، با مثال‌های فراوان برای روشن‌تر شدن کاربردهای گوناگون واژه‌ها، و پیوست‌های سودمند، مانند جدول‌های اندازه‌گیری وزن، سطح، انرژی، حجم و….
- از ویژگی‌ها و مزیت‌های این فرهنگ آن است که عمومی‌ترین واژه‌های زبان فارسی امروز که در رسانه‌های گروهی ایران به کار می‌رود در آن گنجانده شده‌است. به‌طور مثال، واژه‌هایی نظیر ایمیل، اینترنت، رزمایش، همایش، اوراق مشارکت، و بالگرد که در واژه‌نامه‌های قدیمی‌تر موجود نیست.

## ویرایش‌ها
- ویراست یکم: «فرهنگ زبان فارسی امروز»، سال ۱۳۶۹.
- ویراست دوم: «فرهنگ فارسی امروز»، سال ۱۳۷۳.
- ویراست سوم: «فرهنگ معاصر فارسی»، سال ۱۳۷۷.
- ویراست چهارم: «فرهنگ معاصر فارسی»، سال ۱۳۸۱.

## جوایز
این کتاب در سال ۱۳۷۷ برندهٔ جایزهٔ کتاب سال در هفدهمین دورهٔ برگزاری این جایزه شد.